# Ove Arup
Ove Arup (ur. 16 kwietnia 1895 w Newcastle upon Tyne, zm. 5 lutego 1988 w Londynie) – inżynier pochodzenia brytyjsko-duńskiego, a także filozof (studia ukończone na tym kierunku), twórca firmy Arup założonej w 1938 jako Arup & Arup Limited, jej nazwa następnie była kilkakrotnie zmieniana, by w końcu pozostać przy prostym Arup. Obecna nazwa brzmi Ove Arup & Partners International Limited. Swoje biura posiada w większości kontynentów.

## Życiorys
W czasie II wojny światowej był współautorem projektu tymczasowych, łatwych w budowie portów, wykorzystanego przy lądowaniu aliantów w Normandii w 1944 roku.
Najbardziej znanym projektem powstałym w biurze Arup jest budynek opery w Sydney, a z pozostałych most Kingsgate i ZOO w Dudley. Znane projekty firmy w Polsce to między innymi Złote Tarasy w Warszawie, Muzeum Lotnictwa w Krakowie (w trakcie realizacji 2007) oraz inne budynki użyteczności publicznej i nie tylko.